# Mirel Rădoi
Mirel Matei Rădoi est un footballeur roumain né le 22 mars 1981 à Drobeta-Turnu Severin. Il entame une carrière d'entraîneur après avoir mis un terme à sa carrière de joueur en 2015.
Le sélectionneur de l'Équipe de Roumanie, Victor Pițurcă, le retient parmi l'effectif de vingt-trois joueurs appelé à participer à l'Euro 2008.
En août 2015, l'UEFA le suspend de banc du Steaua Bucarest ne disposant pas de sa licence d'entraineur et ne pourra reprendre sa fonction qu'à l'obtention du diplôme. Quelques jours plus tard, il est autorisé à s'asseoir sur son banc pour les matches à domicile malgré la suspension de banc décidée par l'UEFA mais risque des suspensions s'il donne des consignes à ses joueurs.

## Palmarès

### En sélection
- 67 sélections et 2 buts avec l'équipe de Roumanie entre 2000 et 2010.
- Participation à l'Euro 2008 en Suisse et en Autriche

### En clubs
- Steaua Bucarest
  - Champion de Roumanie en 2001, 2005 et 2006.
  - Vainqueur de la Supercoupe de Roumanie en 2001 et 2006.

- Al Hilal Riyad
  - Champion d'Arabie saoudite en 2010 et 2011.
  - Vainqueur de la Coupe Crown Prince d'Arabie saoudite en 2009 et 2010.
  - Joueur de l'année d'Arabie saoudite en 2010.

- Al Ain
  - Champion des Émirats arabes unis en 2012 et 2013.
  - Vainqueur de la Supercoupe des Émirats en 2012.
  - Vainqueur de la Coupe des Émirats arabes unis en 2014.

## Statistiques
- 20 matchs et 1 buts en Ligue des Champions
- 29 matchs et 2 buts en Coupe de l'UEFA
- 31 matchs et 3 buts en Ligue des champions de l'AFC
- 186 matchs et 12 buts en Liga I
- 52 matchs et 10 buts en Premier League d'Arabie saoudite
- 60 matchs et 2 buts en Arab Gulf League
- 6 matchs et 0 buts en Qatar Stars League